# Lepanus bidentatus
Lepanus bidentatus là một loài bọ cánh cứng trong họ Bọ hung (Scarabaeidae).